# Desmond Swayne
Sir Desmond Angus Swayne TD VR (nascido em 20 de agosto de 1956)  é um político conservador britânico servindo como membro do Parlamento do distrito eleitoral de New Forest West desde 1997.
Ele foi um defensor do grupo de pressão eurocéptico "Leave Means Leave". Ele também é um crítico proeminente da resposta do governo britânico à pandemia de COVID-19.